# Georg Herbert zu Münster

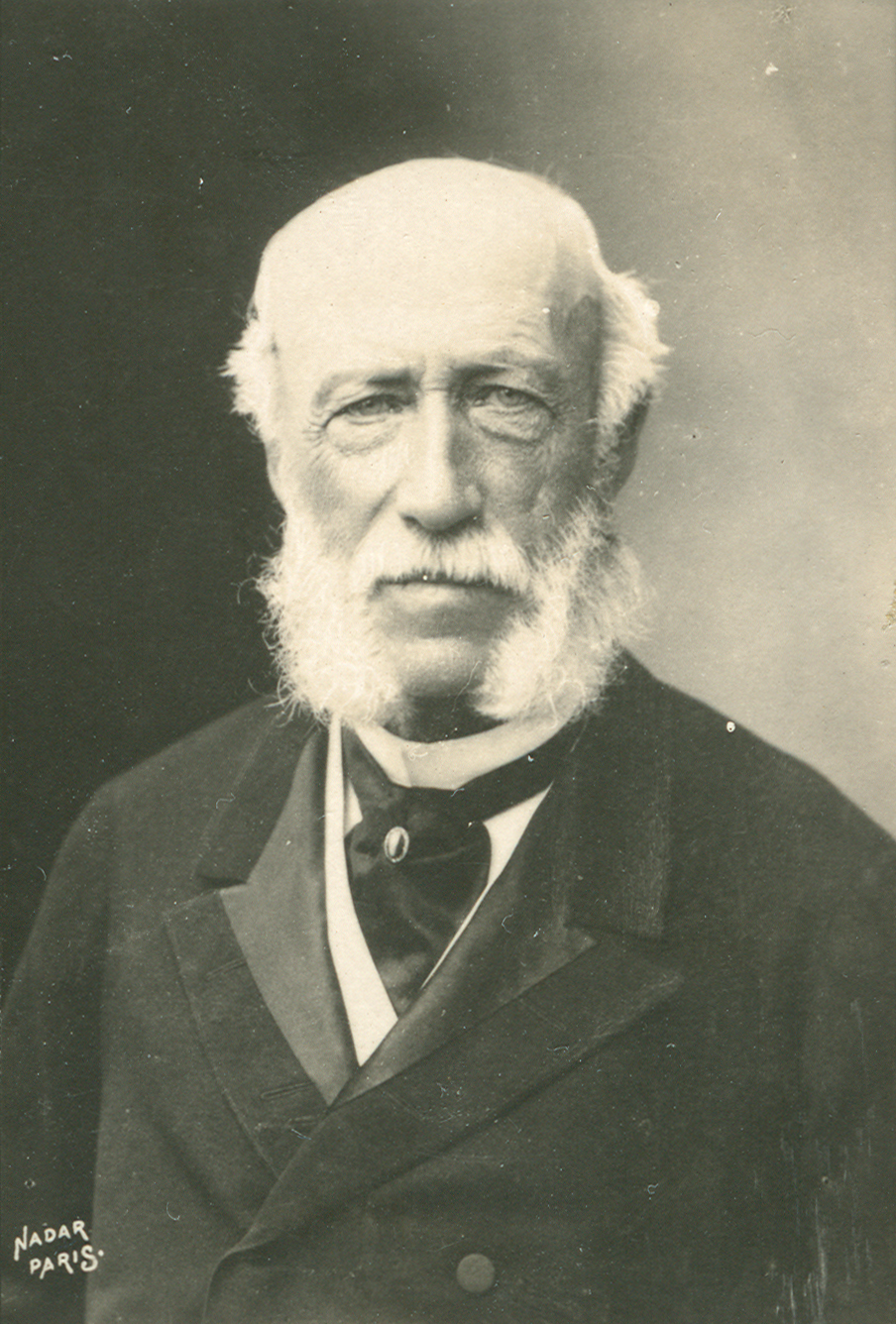
Wohl vor 1899: Noch als Graf (frz.: Comte) de Munster, porträtiert von Nadar in Paris, und hier als späteres Sammelbild verteilt über die Collection Félix Potin

Georg Herbert Graf zu Münster von Derneburg (* 23. Dezember 1820 in London; † 28. März 1902 in Hannover), ab 1899: Georg Herbert Fürst Münster von Derneburg, war ein deutscher Diplomat.

## Leben und Wirken

### Herkunft
Georg Herbert zu Münster stammt aus dem westfälischen Adelsgeschlecht Münster. Sein Vater war der Graf Ernst Friedrich Herbert zu Münster († 1839), der während der britisch-hannoverschen Personalunion in der Zeit von 1805 bis 1831 die Deutsche Kanzlei in London geleitet und das Kurfürstentum Hannover auf dem Wiener Kongress vertreten hatte. Seine Mutter war Wilhelmine Charlotte zu Schaumburg-Lippe (1783–1858), eine Tochter von Philipp II. zu Schaumburg-Lippe.

### Ausbildung und Gutsherrschaft
Nach seinen Kinder- und Jugendjahren in London, Derneburg und Hannover studierte Münster in Bonn, Göttingen und Heidelberg Jura. Er war Mitglied der Corps Borussia Bonn (1841) und Lunaburgia III zu Göttingen (1842). Achtzehnjährig übernahm er von seinem Vater einen großen Landbesitz, der zeitlebens seine wirtschaftliche Unabhängigkeit sicherte. Mittelpunkt des Besitzes war das frühere Kloster Derneburg bei Hildesheim, das er in ein romantisches Schloss, wie er es aus England kannte, umwandelte: 1846 ließ er Georg Ludwig Friedrich Laves zwei Drittel der Klosterkirche abreißen und das geschlossene Viereck mit seinem Kreuzgang zu einer Dreiflügelanlage öffnen, so dass das Schloss Derneburg entstand. Zum Besitz gehörten mehrere Gutshöfe mit Landwirtschaft. Georg Herbert zu Münster war Gründungsmitglied und 1870 erster Präsident des Deutschen Fischerei-Vereins; sein fischereiliches Interesse rührte von seiner Teichwirtschaft, die er unterhalb von Schloss Derneburg besaß und die er zu einem Musterbetrieb ausbauen ließ.

### Politische Karriere

Fürst Georg Münster von Derneburg

Georg zu Münster war von 1857 bis 1865 königlich-hannoverscher Gesandter in Sankt Petersburg. 1866 bemühte er sich vergeblich, König Georg V. von Hannover zu einer preußenfreundlichen Politik zu bewegen. Nach der Annexion des Königreichs Hannover durch Preußen 1866 war er von 1867 bis 1902 Mitglied des Preußischen Herrenhauses.
Seit der deutschen Reichsgründung war er Publizist und Mitglied des Reichstags (1871–1873). Danach war er Botschafter des Deutschen Kaiserreiches in London (1873–1885) und Paris (1885–1900). Als Höhepunkt der diplomatischen Tätigkeit Münsters wird seine Leitung der deutschen Delegation während der ersten Haager Friedenskonferenz 1899 gesehen. dar. Im hohen Alter und kurz vor seiner Entlassung wurde er am 29. August 1899 in Potsdam in den Fürstenstand erhoben.
Georg zu Münster ist in Derneburg auf dem Familienfriedhof vor dem Mausoleum des Grafen Ernst zu Münster bestattet.

### Familie
Am 11. August 1847 heiratete er die Fürstin Alexandrine Galitzin (Tochter des russischen Generalleutnants Fürst Galitzin und der Fürstin Maria Suworow), von der er 1864 geschieden wurde. Eine zweite Ehe ging er am 22. August 1865 mit Lady Harriet Elisabeth St. Claire-Erskine ein, sie war eine Tochter des James St Clair-Erskine, 3. Earl of Rosslyn. Aus der ersten Ehe stammen:
- Sophie (* 16. Mai 1851; † 27. Dezember 1933) ⚭ Konrad Otto Heinrich Johann von Beneckendorff und von Hindenburg (* 29. Oktober 1839; † 12. März 1913), preußischer Generalmajor (Eltern von Helene von Nostitz)
- Ernst Adolf (* 5. August 1856; † 3. Februar 1905) ⚭ Melanie Ghika de Dezsanfalva (* 19. März 1866; † 21. März 1941)
- Alexander (* 1. September 1858; † 12. Oktober 1922) ⚭ Lady Muriel Henrietta Constance Hay-Drummond (* 14. August 1863; † 1. Januar 1927)

## Schriften (Auswahl)
- Politische Skizzen über die Lage Europas vom Wiener Congreß bis zur Gegenwart (1815–1867) nebst den Depeschen des Grafen Ernst Friedrich Herbert zu Münster über den Wiener Congreß. Brockhaus, Leipzig 1867.
- Mein Antheil an den Ereignissen des Jahres 1866 in Hannover. Grimpe, Hannover 1868; 2. Auflage, Carl Rümpler, Hannover 1868.